# Jerome Flynn
Jerome Patrick Flynn (sinh ngày 16 tháng 3 năm 1963) là một nam diễn viên, ca sĩ người Anh.